# دانشگاه میشکولتس
دانشگاه میشکولتس (به زبان مجاری:Miskolci Egyetem) یک دانشگاه واقع در میشکولتس، مجارستان، چهارمین شهر بزرگ مجارستان است. تقریباً ۸۰۰۰ دانشجو در دانشگاه تحصیل می‌کنند. دانشگاه میسولک جانشین دانشگاه معدن و متالورژی شلمتسبانیا در سال ۱۷۳۵ تأسیس شده‌است. این دانشگاه در سال ۱۹۴۹ به میشکولتس نقل مکان کرد.

## دانشکده‌ها
- دانشکده علوم زمین و مهندسی از سال ۱۷۳۵
- دانشکده علم مواد و مهندسی از سال ۱۷۳۵
- دانشکده مهندسی مکانیک و علوم رایانه از سال ۱۹۴۹
- دانشکده دانش نظری حقوق از سال ۱۹۸۱
- دانشکده علوم اقتصادی از سال ۱۹۸۷
- دانشکده هنر از سال ۱۹۹۲
- مؤسسه موسیقی بلا بارتوک از سال ۱۹۰۴/۱۹۹۷
- دانشکده بهداشت عمومی از سال ۱۹۸۵/۲۰۰۹

## نگارخانه

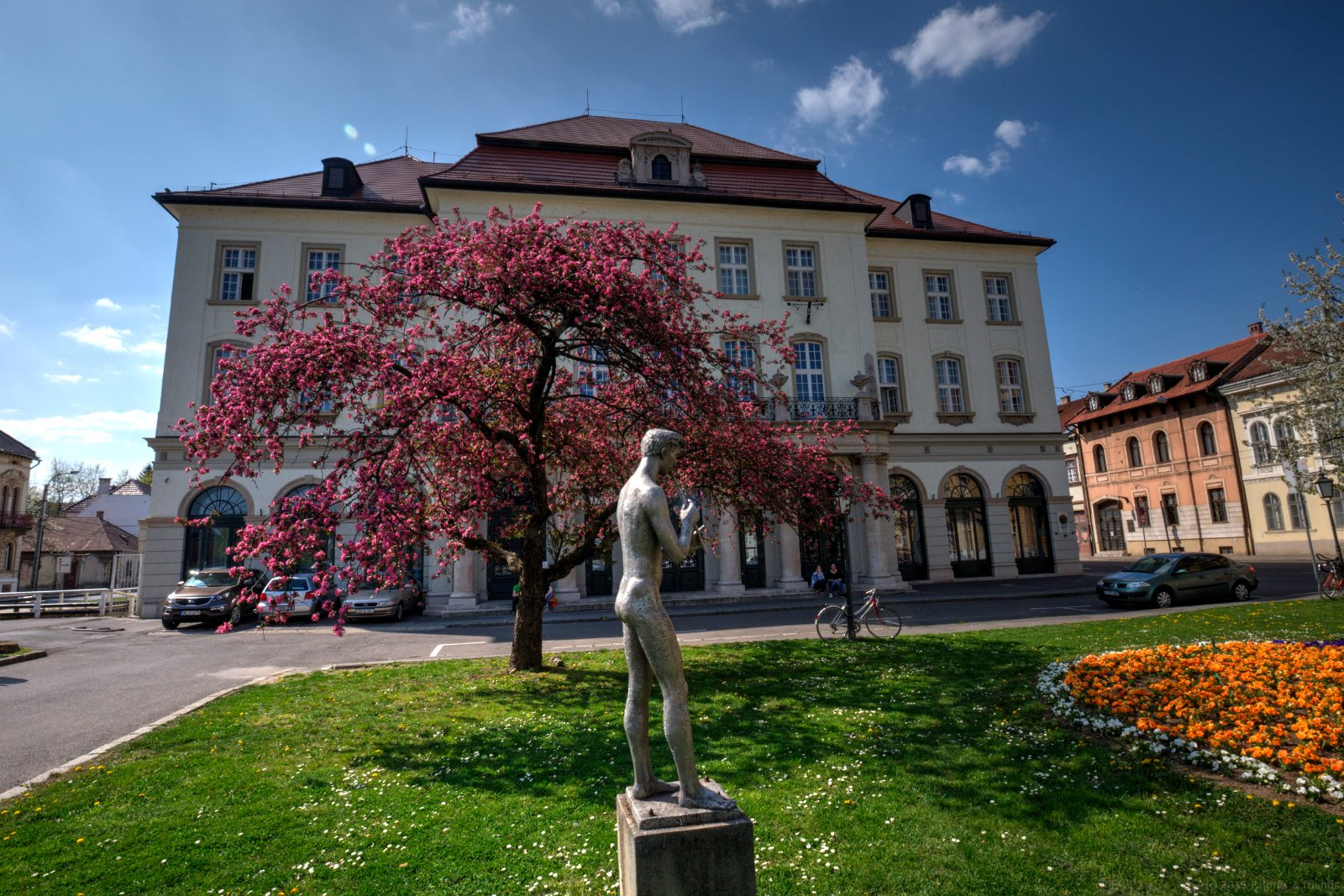
ساختمان موسسه موسیقی بلا بارتوک
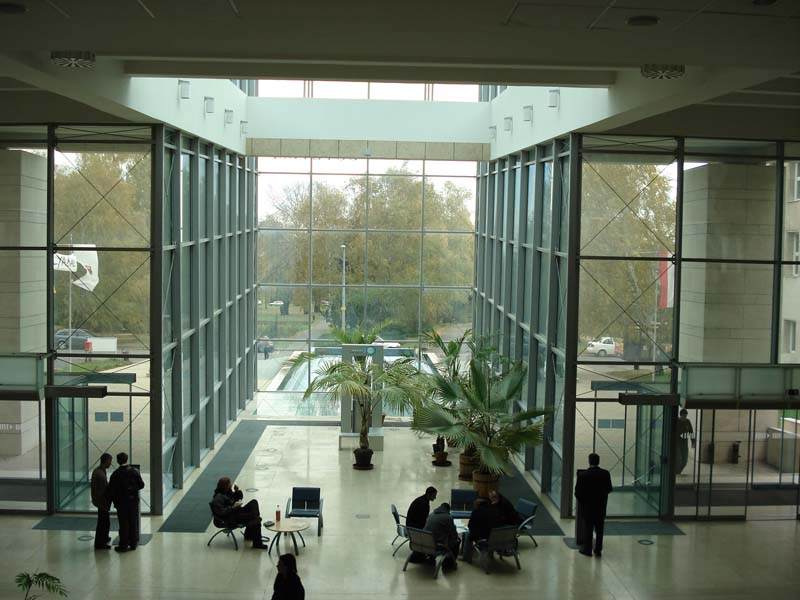
داخلی دانشگاه
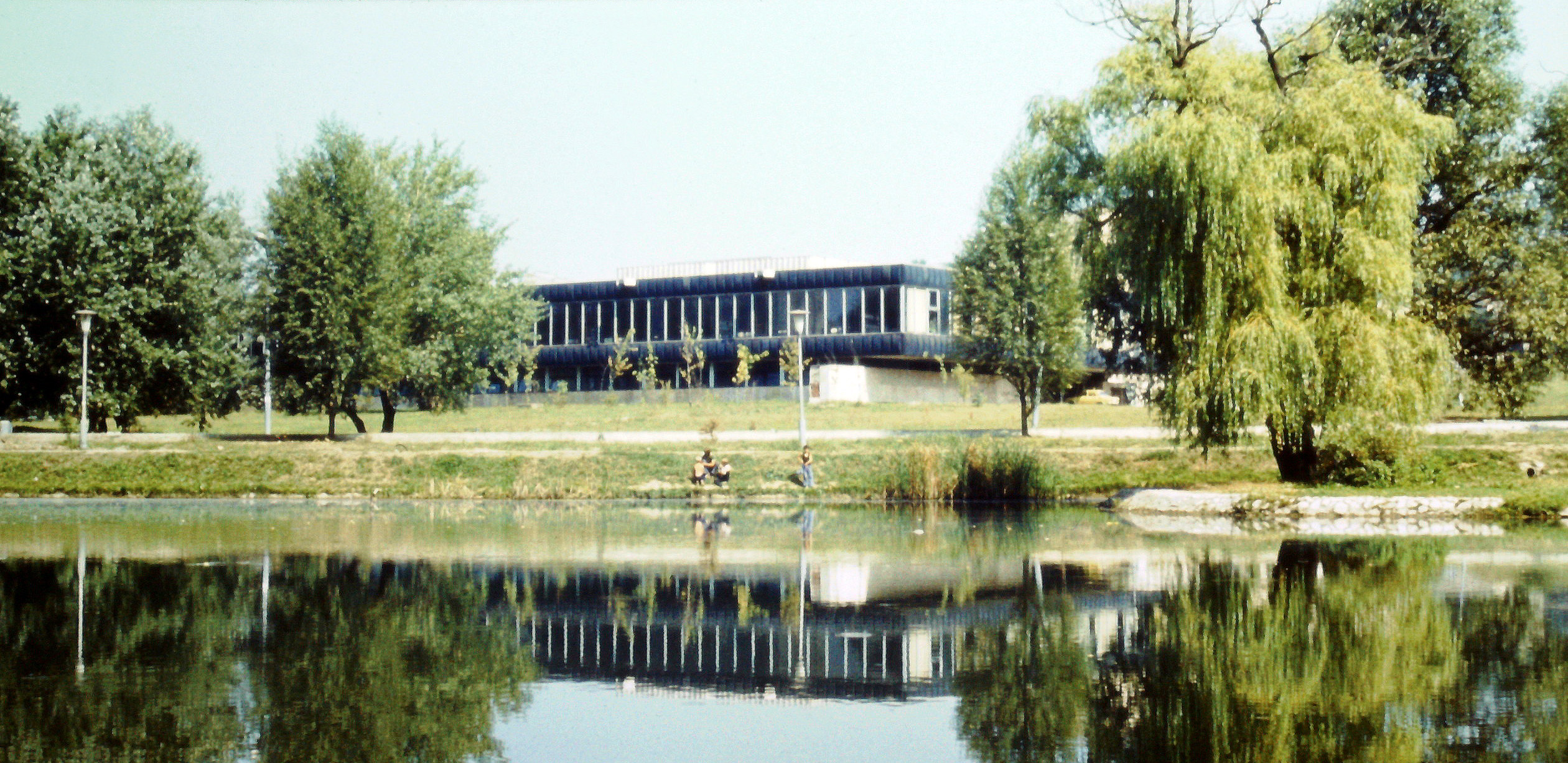
کتابخانه مرکزی
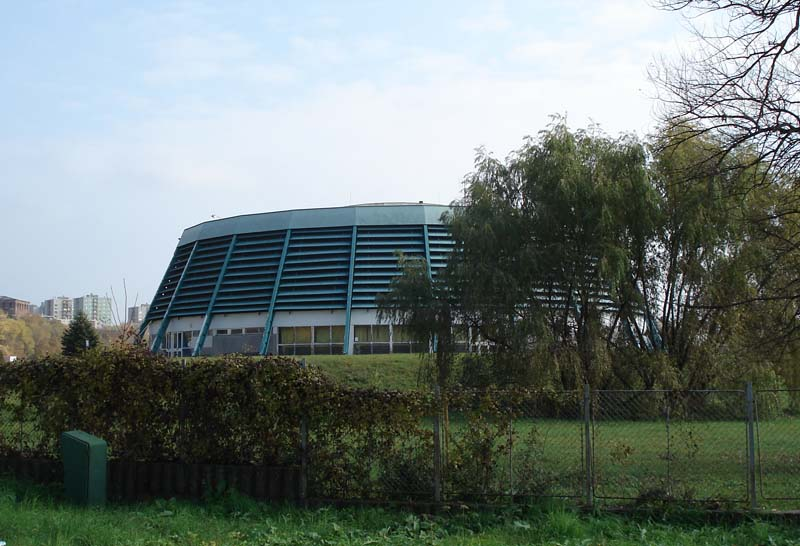
سالن ورزشی